# 알텍 랜싱

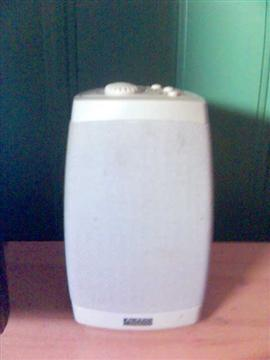
개인용 컴퓨터를 위한 옛 알텍 랜싱 스피커

알텍 랜싱(Altec Lansing)은 개인의 디지털 매체를 위한 컴퓨터, 홈 엔터테인먼트 사운드 시스템, 헤드폰, 마이크로폰을 제조하는, 캘리포니아주 샌디에고에 위치한 회사이다.
1947년에 제작한 보이스 오브 더 시어터라는 스피커 모델과 애플 아이팟용으로 설계한 휴대용 스피커, 인모션으로 잘 알려져 있다. 알텍 랜싱은 1969년의 우드스톡 페스티벌에 스피커를 공급하였다.
델, 컴팩, 휴렛 팩커드, 게이트웨이와 같은 수많은 컴퓨터 메이커에 제품을 공급하고 있다.